# Horton słyszy Ktosia
Horton słyszy Ktosia (ang. Horton Hears a Who! lub Dr. Seuss’ Horton Hears A Who!, 2008) – amerykański film animowany wykonany przy pomocy CGI na podstawie opowiadania Dr. Seussa. Od 3 maja 2014 roku oglądanie tego filmu jest dozwolone bez ograniczeń wiekowych (według KRRiT).

## Fabuła
Horton to słoń, który prowadzi beztroskie, spokojne życie. Mieszka w dżungli. Pewnego razu w powietrzu dostrzega latający kawałek kurzu. W tym samym czasie wydaje mu się, że słyszy jakieś dźwięki z kłębka, jakby ktoś po cichu prosił o pomoc. Niedowierzając w to co usłyszał, postanowił podzielić się tym z pozostałymi mieszkańcami dżungli, jednak nikt mu nie wierzy. Horton powoli zdaje sobie sprawę z tego, że w kłębku kurzu może ktoś mieszkać. Postanawia ich uratować, lecz inni mieszkańcy dżungli myślą, że zwariował.

## Obsada
- Jim Carrey – Horton
- Steve Carell – Burmistrz
- Carol Burnett – Kangurowa
- Jesse McCartney – Jojo O’Malley
- Will Arnett – Vlad Vladikoff
- Seth Rogen – Morton
- Amy Poehler – Sally O’Malley
- Josh Flitter – Rudy
- Dan Fogler – Yummo
- Isla Fisher – Doktor Larue
- Jonah Hill – Tommy
- Selena Gomez – Córka burmistrza

## Wersja polska
Opracowanie i udźwiękowienie wersji polskiej: Studio Sonica

Nagrań dokonano w: Studio Mafilm w Budapeszcie

Reżyseria: Miriam Aleksandrowicz

Dialogi polskie: Joanna Kuryłko

Narracja – tekst i wykonanie: Rafał Bryndal

Realizacja dźwięku: György Fék, Jacek Osławski, Agnieszka Stankowska, Thomas Markus

Kierownik muzyczny: Agnieszka Tomicka

Kierownictwo produkcji: Agnieszka Kudelska

W wersji polskiej udział wzięli:
- Michał Żebrowski – Horton
- Bartosz Opania – Burmistrz
- Rafał Bryndal – Narrator
- Małgorzata Zajączkowska – Kangurowa
- Mirosław Zbrojewicz – Vlad
- Andrzej Grabarczyk – Przewodniczący
- Piotr Kozłowski – Morton
- Magdalena Stużyńska-Brauer – Żona Burmistrza
- Karina Szafrańska – Panna Wrzask
- Jakub Molęda – Jo-Jo

i inni
Wykonanie piosenek:
Bartosz Opania,
Michał Żebrowski,
Mirosław Zbrojewicz,
Magdalena Stużyńska-Brauer
Jakub Molęda
Ktosiowo:
Katarzyna Pysiak, Beata Wyrąbkiewicz, Jacek Czyż, Adam Krylik, Robert Kudelski, Modest Ruciński, Agnieszka Tomicka
oraz Chór „PRO FORMA” pod kierownictwem Marcina Wawruka